# Hombre de Bocksten

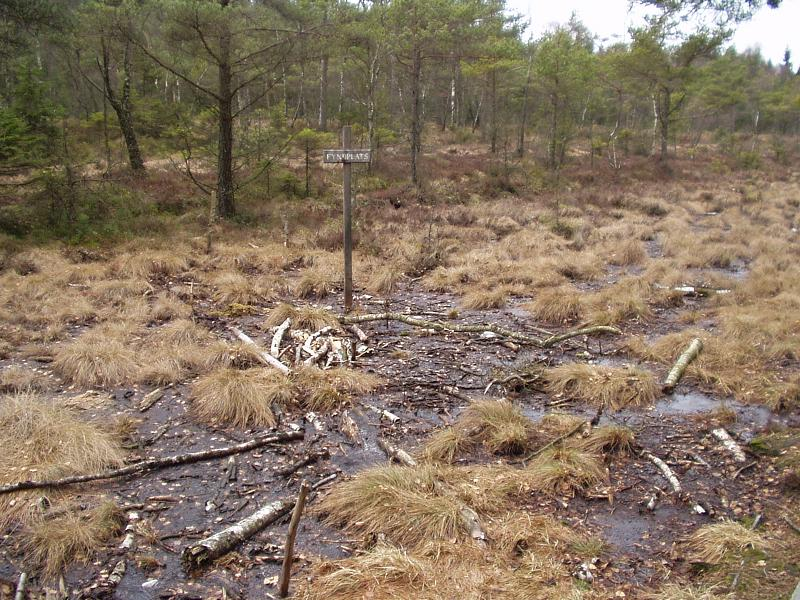
Zona del hallazgo del cuerpo.

El Hombre de Bocksten es el cadáver momificado de un hombre que data del siglo XIV, a finales de la Edad Media, hallado en un pantano en el municipio de Varberg, perteneciente a la región de Halland, Suecia. El hombre había sido asesinado y clavado con una estaca al fondo de la orilla de un lago, que con el tiempo se convirtió en un pantano de turba. Este páramo se encuentra en Rolfstorp, al oeste de Suecia, cerca de la carretera medieval más importante de la región: la Vía Regia. Sus prendas son el atuendo cotidiano de un hombre europeo bajomedieval más completo y mejor conservado. En 2006 fue reconstruida su apariencia en vida, exhibiéndose  en el Museo de Historia Cultural de Halland, junto con los restos originales.

## Descubrimiento
En la década de 1880 se estableció una granja llamada "Bocksten" junto al pantano, que empezó a ser drenado regularmente y la turba recogida con una rastra para su venta. El propietario de la granja, Albert Johansson, había encontrado previamente un antiguo zapato y se lo entregó al Museo del Condado de Varberg. En el verano de 1934 halló la suela. El cuerpo fue descubierto el 22 de junio de 1936 por su hijo de 11 años Thure G. Johansson, que mientras recolectaba turba encontró el cuerpo semienterrado en la turbera pantanosa, situada muy cerca de la antigua calzada medieval llamada Via Regia. El niño detuvo el caballo que tiraba de la rastra cuando vio enganchado en ella algo parecido a un trozo de arpillera. Llamó a su padre y descubrieron un esqueleto vestido, por lo que avisaron a la policía local y al médico, que pronto se dieron cuenta de que era demasiado antiguo para tratarse de un caso reciente de crimen o desaparición. La parte superior había sido dañada por la rastra, pero del estómago para abajo estaba intacto.
Se consultó al Museo Sueco de Antigüedades Nacionales. La conservadora Gillis Olson y la experta textil, historiadora y arqueóloga Agnes Teresa Geijer (1898-1989) participaron en la conservación y análisis. El Hombre de Bocksten se exhibe en el museo desde 1937.

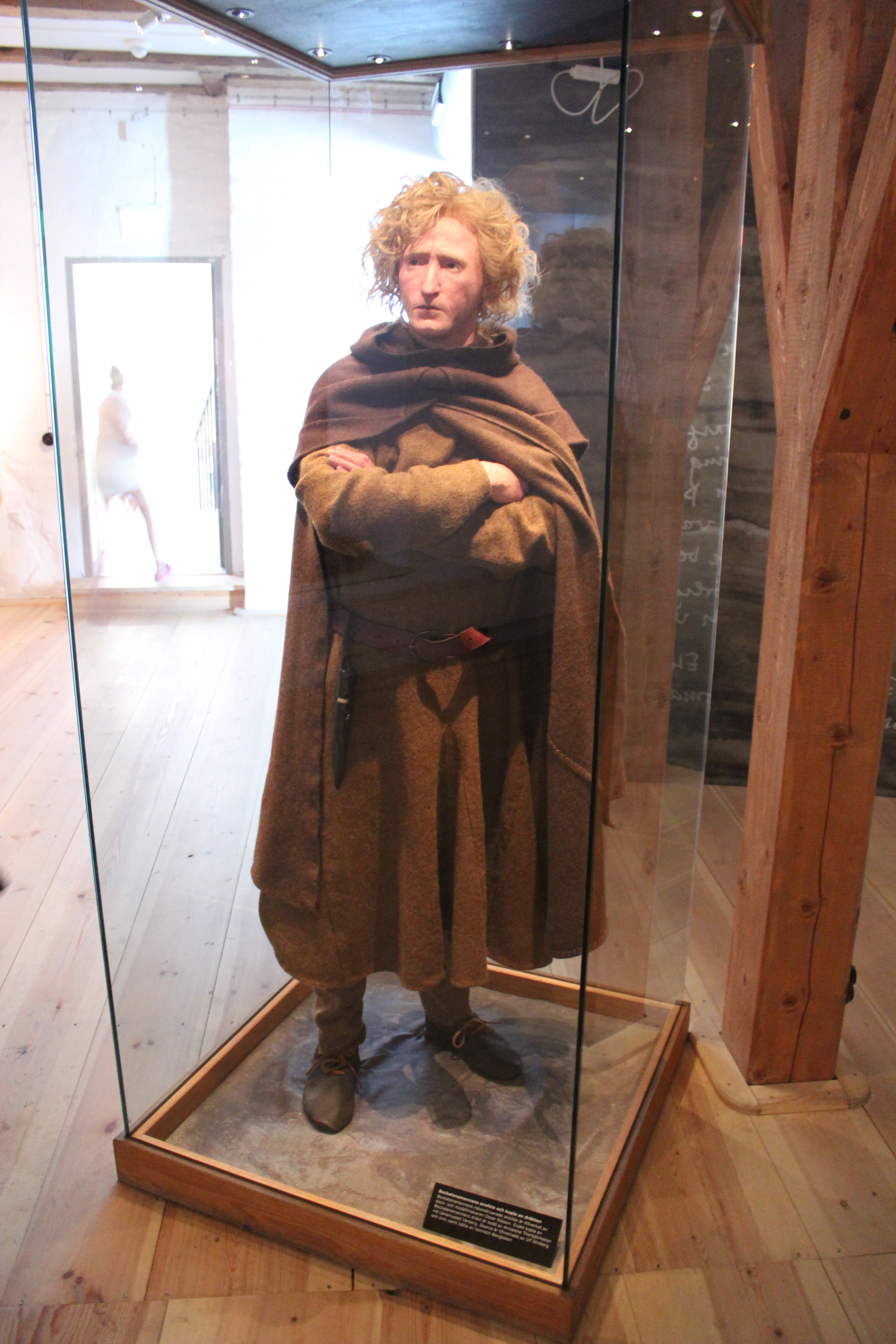
Réplica del hombre de Bocksten a tamaño natural, tal como aparecía en vida.

## Características
- Momificación natural.
- Causa de la muerte: Fue brutalmente golpeado como demuestra la visible herida encontrada en la parte derecha del cráneo. Una tomografía computerizada en 2006 reveló que el primer golpe fue en la mandíbula inferior, otro impacto junto a la oreja derecha y probablemente ya de bruces en el suelo, recibió uno tercero letal en la nuca; posteriormente fue lanzado al lago y empalado con un palo de haya que lo atravesó saliendo por la espalda y otro de roble que quedó clavado en el corazón.
- Altura: medía entre 1,70 y 1,80 metros y era de complexión delgada.
- El hombre tenía entre 25 y 40 años.
- Se encontraron aparte de una de las túnicas medievales de lana mejor conservadas jamás halladas, un cinturón, dos cuchillos, unos zapatos de cuero y una especie de bolsa de tela. Las prendas de lana consistían en camisa, sayo (túnica recta y de manga larga que era la prenda más habitual a lo largo de la Edad Media, corta hasta la rodilla para los hombres y larga hasta los pies para las mujeres), capucha con punta muy larga (liripe) característica del siglo XIV, manto amplio, calzas y polainas. El atuendo, y especialmente la capucha, eran los empleados por las clases medias-altas de la época, sugiriéndose que pudiera ser un recaudador de impuestos o un reclutador de soldados. Basándose en la capucha y el símbolo en un colgante en forma de escudo, Owe Wennerholm sugiere que el hombre pertenecía a la orden del Espíritu Santo.

El cuerpo estaba cerca de varias fronteras parroquiales, siendo entonces las parroquias las encargadas de los casos criminales sucedidos en sus jurisdicciones, por lo que de ser hallado habría provocado cierta confusión sobre cuál debería ser la parroquia obligada a manejar el caso, un beneficio para los asesinos. Por lo tanto, se cree que los atacantes conocían bien la zona, siendo probablemente lugareños.

## Conservación
El Hombre de Bocksten se encontró en un buen estado de conservación, debido a la protección natural que le otorgó el hecho de haber quedado enterrado dentro de una turbera y las partes que se conservan son el esqueleto, cabello, la piel, estómago, cerebro, pulmones e hígado. El cráneo ya había perdido la piel, pero su abundante cabello rubio ondulado largo hasta los hombros aun se mantenía.
El cuerpo se encuentra expuesto de forma permanente en el Museo del Condado de Halland.

## La túnica del Hombre de Bocksten
Se trata de un manto semicircular, mide unos 380 cm de largo y 110cm de altura. Tiene una apertura para el cuello, de unos 76 cm de circunferencia. Está hecho de tela de unos 60cm de ancho y logra alcanzar esa altura a base de coser dos piezas de tela, una bajo la otra. Las prendas fueron exhibidas colgadas en vertical hasta los años 1970, y desde entonces, tendidas en horizontal.